# Povijesni nacionalni park Haitija
Povijesni nacionalni park Haitija je skupina spomenika u haićanskom departmanu Nord s početka 19. stoljeća kada je Haiti proglasio svoju neovisnost: citadela Laferrière, palača Sans Souci i građevine Ramiersa. God. 1982., ovi spomenici su upisani na UNESCO-ov popis mjesta svjetske baštine u Sjevernoj Americi kao „jedinstveni simboli slobode kao prve građevine koje su izgradili crni robovi koji su se izborili za svoju slobodu”. 

## Povijest
Dana 1. siječnja 1804. godine, nakon 14 godina borbe za otok crnih robova protiv kolonizatora, Jean-Jacques Dessallines, glavni vođa revolucije, proglasio je samostalnost Republike Haiti. Car Dessallines je odmah povjerio Henriju Christopheu, jednom od svojih generala, zadatak izgradnje goleme utvrde na brdu Pic Laferrière (kasnije poznatom kao Pic Henry), 28 km jugozapadno od grada Cap-Haïtien.
Nakon smrti Dessallinesa 1806. godine, Republika Haiti je podijeljena na dvije države: južni dio kojim je upravljao Pétion, dok se na sjeveru Christophe proglasio kraljem 1811. god. Citadela Laferrière (ili Citadela Henri), koja je izvorno zamišljena kao spomenik slobode, je postala despotska utvrda samo tijekom 1813. god.
U isto vrijeme, kralj Christophe (Henry I., kralj Haitija) je započeo gradnju nevjerojatne palače Sans Souci (tj. "bezbrižna") okružene vrtovima u podnožju prilazne ceste kaštelu, u blizini sela Milot.

## Znamenitosti
Citadela Henry, sagrađena na 970 metara nadmorske visine na površini od oko 1 ha, jedan je od najboljih primjera umjetnosti vojnog inženjerstva početkom 19. stoljeća. Planovi su djelo Haićanina Henria Barrea, ali je vjerojatno da je general Christophe igrao ključnu ulogu u njezinom planu izvanredno artikuliranog volumena kako bi se omogućilo integrirati topništvo, razraditi sustav opskrbe vodom i cisterne, te kolosalne obrambene zidine koje čine ovaj kaštel nesavladiv. U njemu je mogla stanovati posada od 2.000 ljudi, ili 5.000 u slučaju potrebe.
Palača Sans Souci, danas uglavnom ruševina koja se trenutno restaurira, duguje svoju bizarnu ljepotu iznimnom skladu s planinskim okruženjem, kao i pribjegavanje različitim i navodno nespojivim arhitektonskim modelima. Barokno stubište i neoklasične terase, te strmi vrtovi podsjećaju na palače u Potsdamu i Beču, dok su kanali i bazeni inspirirani Versajskom palačom, osim nedefiniranoj halucinacijskoj kvaliteti ovog djela megalomanskog kralja.

## Vanjske poveznice
- Opis parka na stranicama UNEP-WCMC-a  Arhivirana inačica izvorne stranice od 11. svibnja 2008. (Wayback Machine) (engl.)
- Fouille historique et développement urbain de la ville de Milot (fr.)
- Sastanak stručnjaka povodom revizije haićanskog zakona o zaštiti spomenika baštine 11. srpnja 2011. (engl.)